# Tia Hellebaut
Tia Hellebaut (født 16. februar 1978 i Antwerpen) er en belgisk tidligere atletikudøver, der oprindeligt var syvkæmper, men senere specialiserede sig i højdespring. Hendes største triumf var OL-guldet i 2008, men hun har også vundet flere andre internationale konkurrencer. Hendes bedste højdespring på 2,05 m både indendørs og udendørs er fortsat belgiske rekorder. Hellebaut var speciel som atletikudøver ved, at hun altid havde briller på i konkurrencer.

## Karriere
Hellebaut blev belgisk mester fire gange i højdespring mellem 2000 og 2005, og derpå blev hun belgisk mester i længdespring i de tre år 2006-2008. Hun har desuden vundet det belgiske indendørsmesterskab i højdespring, længdespring og syvkamp flere gange.
Hendes første olympiske lege var 2004 i Athen, hvor hun i kvalifikationsrunden sprang 1,95 m efter én nedrivning på en lavere højde. Det var tilstrækkeligt til at give hende en delt fjerdeplads og deltagelse i finalen. Her gik det dog ikke så godt, idet hun ikke kom over 1,89 m, og hun endte dermed på en tolvteplads samlet.
I Göteborg i 2006 blev hun europamester i højdespring med 2,03 m, og året efter blev hun også europamester indendørs med et spring på 2,05 m. Hun havde desuden vundet to Golden League-konkurrencer i efteråret 2006. I foråret 2008 blev hun verdensmester i syvkamp.
Ved OL 2008 i Beijing var hun en af de tolv deltagere, der kom over 1,93 m i kvalifikationsrunden. Disse tolv kom derpå i finalen, hvor kroaten Blanka Vlašić var favoritten med 34 sejre i træk. Vlašić begyndte også finalen stærkt og rev første gang ned på højden 2,05, hvor Hellebaut allerede havde revet ned tre gange. De øvrige deltagere var på det tidspunkt ude af konkurrencen. Imidlertid klarede Hellebaut 2,05 i første forsøg, hendes bedste resultat i karrieren, og selv om hendes forsøg på 2,07 ikke lykkedes, havde Vlašić heller ikke held til at komme over denne højde, og dermed vandt Hellebaut Belgiens første OL-guld i atletik siden Gaston Roelants i 1964. Vlašić vandt sølv, mens amerikaneren Chaunté Howard vandt bronze med 1,99 m.
Hellebaut annoncerede sit karrierestop i slutningen af 2008, da hun var blevet gravid, men efter fødslen genoptog hun i 2010 karrieren med henblik på at kvalificere sig til OL 2012 i London. Senere på året meddelte hun imidlertid, at hun igen var gravid, men efter sin anden fødsel blev hun alligevel klar til at deltage i sit tredje OL.
Ved legene i London klarede hun uden problemer kvalifikationen til finalen med 1,93 m. I finalen havde hun dog problemer med samme højde, som hun først klarede i tredje forsøg, og selv om hun derefter klarede 1,97 i første forsøg, lykkedes det hende ikke at komme over 2,00 m, og hun endte dermed på en femteplads - hvilket dog senere blev opgraderet til en fjerdeplads, da russiske Svetlana Sjkolina i 2019 blev frataget sin bronzemedalje på grund af doping.
Efter indendørs-EM i 2013, hvor hun blev nummer otte, offentliggjorde hun, at hun endegyldigt lagde sin aktive karriere på hylden.
Hun har siden fungeret som træner.